# Kalenice
Kalenice jsou obec v okrese Strakonice v Jihočeském kraji. Žije v ní 82 obyvatel. Vesnicí protéká Kalenický potok.

## Historie
První písemná zmínka o obci pochází z roku 1045.

## Obyvatelstvo
| Rok            | 1869 | 1880 | 1890 | 1900 | 1910 | 1921 | 1930 | 1950 | 1961 | 1970 | 1980 | 1991 | 2001 | 2011 | 2021 |
| -------------- | ---- | ---- | ---- | ---- | ---- | ---- | ---- | ---- | ---- | ---- | ---- | ---- | ---- | ---- | ---- |
| Počet obyvatel | 316  | 320  | 361  | 328  | 290  | 307  | 275  | 208  | 190  | 171  | 139  | 115  | 97   | 87   | 77   |
| Počet domů     | 46   | 46   | 48   | 49   | 48   | 47   | 48   | 51   | 49   | 40   | 40   | 47   | 45   | 45   | 45   |

## Obecní správa
Mezi lety 1850–1975 byly Kalenice obcí v okrese Strakonice (1850–1930), posléze v okrese Horažďovice (1950) a později opět v okrese Strakonice. Od 1. ledna 1976 do 23. listopadu 1990 patřily jako část obce k Volenicím a od 24. listopadu 1990 jsou opět samostatnou obcí.

### Obecní symboly
Znak a vlajka byly obci uděleny rozhodnutím předsedy Poslanecké sněmovny Parlamentu České republiky dne 15. července 1993.

## Pamětihodnosti
- Ve středu vesnice se nachází pozdně gotická tvrz Hvížďalka založená příslušníky rodu Kaleniců z Kalenic.[8] Kromě terénních pozůstatků opevnění se dochovala klasicistně upravená obytná budova.[9]
- Klen na Hvížďalce, památný strom[10]
- Kaple svatého Františka na návsi
- Morový sloup